# Rio Forqueta
Rio Forqueta är ett vattendrag i Brasilien.   Det ligger i delstaten Rio Grande do Sul, i den södra delen av landet, 1 600 km söder om huvudstaden Brasília.
Runt Rio Forqueta är det i huvudsak tätbebyggt. Runt Rio Forqueta är det tätbefolkat, med 397 invånare per kvadratkilometer.